# Синергізм (богослів'я)
Синергія, синергізм (грец. συνεργός, лат. cooperatio «співпраця, узгоджена дія») — це концепція в християнському богослов'ї, згідно з якою спасіння досягається за допомогою співпраці між божественною благодаттю і свободою волі людини. Протилежною концепцією є монергізм, поширений в ранньому протестантизмі. 
Апостол Павло: «... вам першим потрібно було говорить слово Боже, але ви відкидаєте його і самі себе робите за недостойних вічного життя ...» (Діян. Ап., Роз.13, ст.46) 
Використовується в православному і протестантському богослов'ї. 

## У православ'ї
Синергізм — це спільна дія (взаємодія) Бога і людини в справі порятунку людини. Людині неможливо врятуватися без Бога, і Богу неможливо врятувати людину без волі самої людини. Термін «синергізм» увійшов в богослов'я в XVI столітті в дискусіях між католиками і протестантами з питання порятунку, а потім прийшов в православ'я.[джерело?] Подібна дискусія велася раніше в нерозділеній церкві, в IV–V столітті, між Августином і Пелагієм, причому їх спір було вирішено[уточнити] Іваном Касіяном на користь синергізму.[джерело?]

## У протестантизмі
Поглядів Августина дотримувався і Лютер, але Меланхтон і його послідовники визнавали волю споконвіку властиву людині здатністю сприяти божественній благодаті; це вчення перейшло і в лейпцігський інтерім, його ж дотримувався В. Штрігель; лише після того, як Йоганн Пфеффінгер в Лейпцигу в своєму творі «De libero arbitrio» (1555) також приєднався до цього вчення, Амсдорф і Флаціус в Єні 1558 року порушили так звану «синергістичну суперечку». Жителі Віттенберга стали на бік Пфеффінгера, але герцогський двір офіційно відкинув вчення синергізму (в так званій «Konfutationsbuch», 1559); захисники його, Штрігель і Гюгель, були посаджені у в'язницю в 1559 році. У 1560 році на диспуті у Веймарі Флаціус заявив, що первородний гріх є сутність людини. Суперечка закінчилася складанням формули Злагоди. У XIX столітті лютеранство знову наблизилося до синергізму, з одним застереженням, що сприяння людини при виправленні відбувається не за допомогою його природних сил, а за допомогою сил, дарованих йому благодаттю. 